# Les Angles, Gard
Les Angles är en kommun i departementet Gard i regionen Occitanien i södra Frankrike. Kommunen ligger i kantonen Villeneuve-lès-Avignon som tillhör arrondissementet Nîmes. År 2022 hade Les Angles 8 694 invånare.

## Befolkningsutveckling
Antalet invånare i kommunen Les Angles
Referens:INSEE